# 道の駅しょうない
道の駅しょうない（みちのえき しょうない）は、山形県東田川郡庄内町にある国道47号の道の駅。
2001年（平成13年）に設立された農産物直売所「風車市場」に農村レストラン、駐車場、道路・災害情報コーナー、地域情報コーナーなどを整備し、道の駅として2016年（平成28年）10月8日にリニューアルオープンした。庄内地区の国道47号沿いにおいては初の道の駅であり、災害による全面通行止めの多い同国道の緊急時の防災拠点としても位置づけられている。

## 施設
レストランの窓からは、鳥海山を望むことができる。
- 駐車場
  - 普通車：56台
  - 大型車：9台
  - 身障者用：2台
- トイレ：16器（24時間使用可能）
  - 身障者用：1器
- 公衆電話：1台（屋外）
- 農産物直売所
  - 「風車市場」（9:00 - 18:00）
- レストラン
  - 風車の見える主婦レストラン「いろどり」（11:00 - 14:00）
- 道路情報施設（24時間使用可能）
- 観光案内所
- 休憩施設（24時間使用可能）
- レンタサイクル（4台）
- 電気自動車充電施設（24時間使用可能）

### 管理団体
- 庄内町農産物交流施設管理運営組合[5]

## アクセス
- 国道47号

## 周辺
- ラーメンショップ狩川店
- ウインドファームたちかわ
- JR狩川駅